# مانتوراس
بيدرو مانويل توريس (بالبرتغالية: Pedro Mantorras‏) الشهير باسم مانتوراس (مواليد 18 مارس 1982 في هوامبو) لاعب كرة قدم أنغولي دولي يجيد اللعب في خط الهجوم. يلعب لصالح نادي بنفيكا البرتغالي.

## روابط خارجية
- مانتوراس على موقع الاتحاد الدولي (مؤرشف)  (الإنجليزية)
- مانتوراس على موقع قاعدة بيانات كرة القدم.إي يو (الإنجليزية)
- مانتوراس على موقع ناشيونال فوتبول تيمز (الإنجليزية)
- مانتوراس على موقع Soccerway.com (الإنجليزية)
- مانتوراس على موقع عالم كرة القدم.نت (الإنجليزية)
- مانتوراس على موقع كووورة